# Nowy Port
Nowy Port (in tedesco: Neufahrwasser) è una frazione di Danzica, situata nella parte settentrionale della città.